# Ivan hurrikán (2004)
A 2004-es hurrikánszezon úgy került be a történelembe, mint a legutóbbi évtizedek legpusztítóbbika. Az Ivan hurrikán, amely a Karib-térségre és az Egyesült Államok nagy részére lecsapott, abban az évben a negyedik legnagyobb, és a feljegyzettek között az egyik leghatalmasabb volt.

## Kezdetek

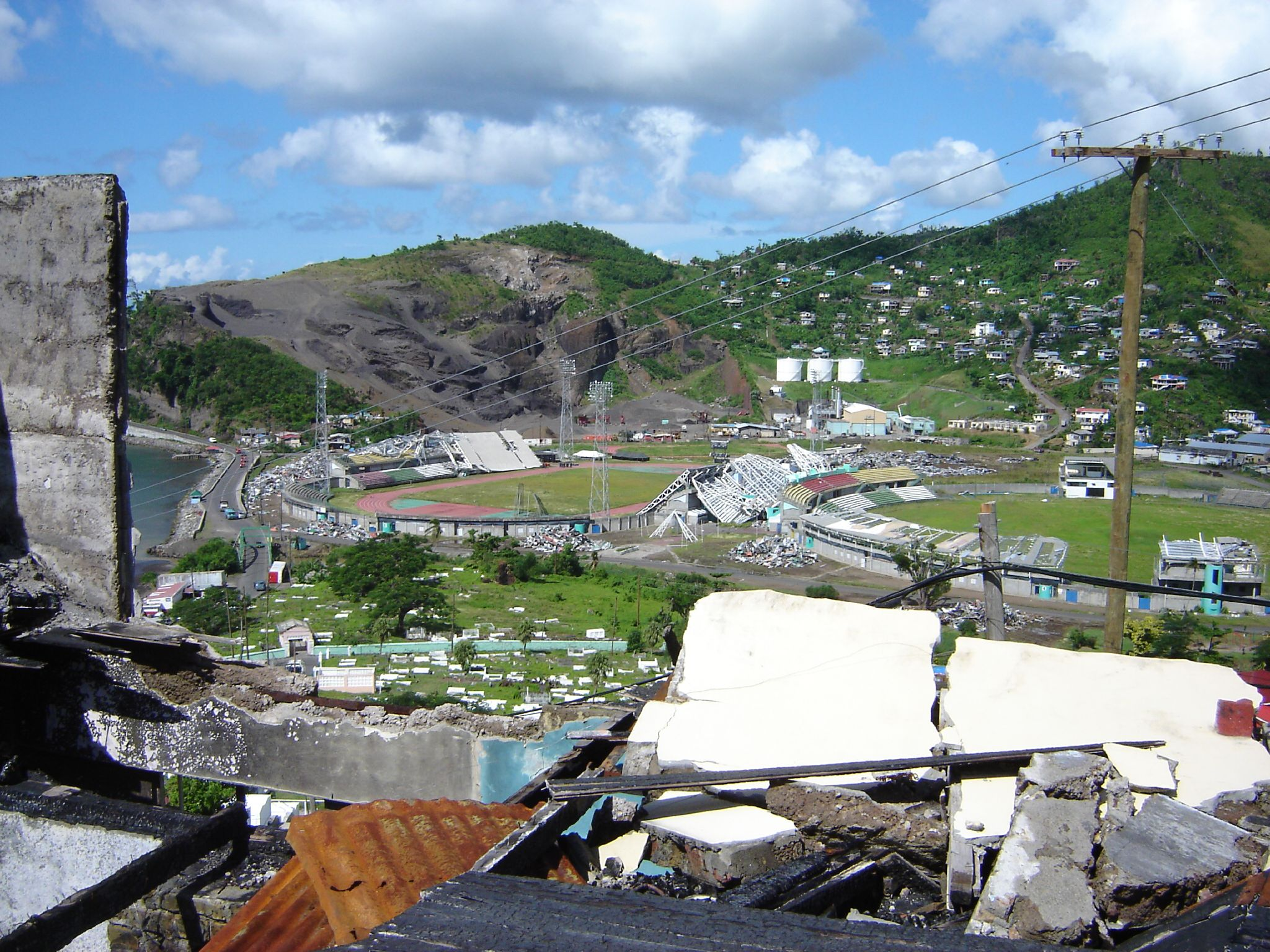
Az Ivan Hurrikán pusztítása Grenadá-ban

A 2004-es hurrikánszezon rendkívül zavaros volt. A meteorológusok kétségbeesetten fogadták a következő csapást a Karib-térségben, mert aggódtak az újabb katasztrófa miatt a már korábbi hurrikánok által is megtépázott területen. Szeptember 2-án egy trópusi depresszió, vagyis alacsony légnyomású terület alakult ki a Zöld-foki-szigetektől délnyugatra. Másnapra trópusi vihar lett belőle, és észak-északnyugati irányba vonult 25 km/óra sebességgel. Ugyanazon a napon az Ivan nevet kapta.

## A hurrikán

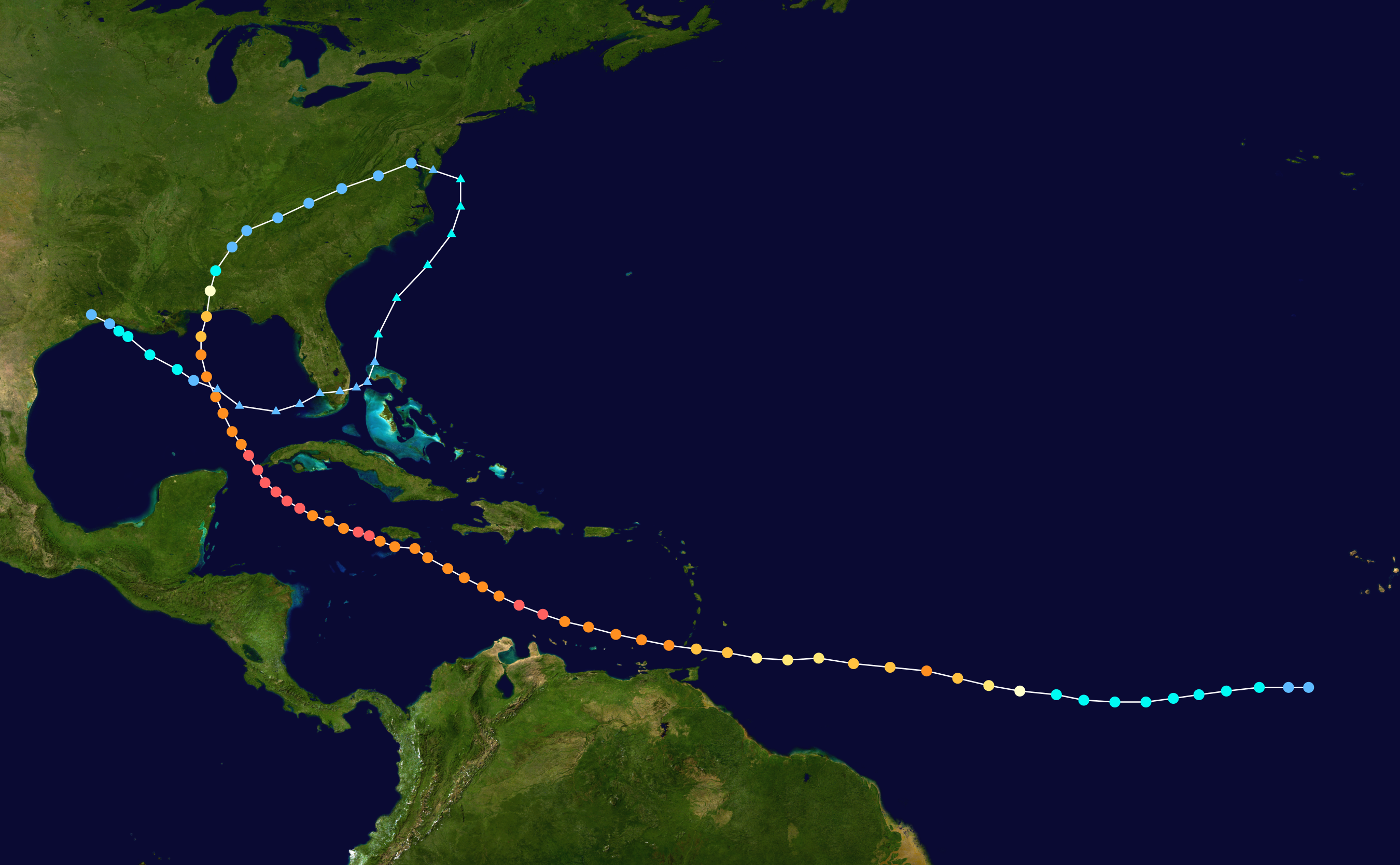
A hurrikán útja

Szeptember 5-én, amikor elérte a Kis-Antillákat, Ivan elég nagyra nőtt ahhoz, hogy a Saffir-Simpson skálán 3-as kategóriájú hurrikánnak nevezzék. A vihar ekkora intenzitása ilyen alacsony szélességi körökön szinte hihetetlen volt, és teljesen váratlan a szakértők számára, akik minden mozdulatát figyelték. A jövőre nézve a hurrikán nem sok jót ígért. Szeptember 7-én az Ivan 200 km/h-s sebességű szelekkel megérkezett Grenadába. A sziget fővárosa, St. George súlyos csapást szenvedett, és sok történelmi épülete, köztük a miniszterelnöki rezidencia romba dőlt. A városi börtön olyan súlyosan megrongálódott, hogy több száz rab megszökött. Összességében a sziget 85 százaléka elpusztult, és az újonnan beindult gazdasági fellendülés hirtelen véget ért. Az Ivan látogatása 39 szigetlakó életét követelte. Kilencedikén a hurrikán most már 220 km/órát is elérő sebességgel elhaladt a Holland Antillák és Aruba közelében. Amikor az Ivan lecsapott Jamaicára, a kategóriája már 4-esről 5-ösre ugrott a Saffir-Simpson skálán (ami a maximális elérhető érték), a szél pedig 260 km/óra sebességgel tombolt. Félmillió jamaicait kellett evakuálni, de csak ötezernek sikerült kijutni a veszélyes zónaból. A sziget legtöbb turistáját az Isla Mujeres szigetre és a Yucatán-félszigetre szállították. Jamaicán húsz ember halt meg az Ivan okozta káoszban.

## A hurrikán megszűnte
A hurrikán súlyos pusztítást hagyott maga után a Nagy Kajmán-szigeten is, ahol az épületek 80 százalékát érte a vihar. Miután két szigeten kitombolta magát, a  hurrikán immár 270 km/óra sebességgel haladva a Mexikói-öböl felé vette az irányt. Szeptember 16-án a Shores-öbölben tűnt fel Alabamában, de a sebessége már 205 km/h-ra csökkent, csak 3-as erősségű volt. A szárazföld belseje felé haladt tovább, és elérte az állam központját. Szeptember 18-án áthaladt Virginia államon és elérte New Jersey partjait, ahol heves esőzéseket okozott. Huszonegyedikén a vihar maradványai az alacsony légnyomású rendszerrel és a viharos szelekkel áradásokat és jelentős anyagi károkat okoztak, ami jelezte, hogy még tartogat újdonságokat. Más nap megerősítették, hogy a trópusi vihar visszanyerte erejét. Körkörösen mozgott az Egyesült Államok délkeleti részén, és heves áradásokat indított el. Huszonharmadikára elérte Louisianát bár már jelentősen meggyengült és továbbhaladt Texas felé majd 
fokozatosan megszűnt.